# August Förster (acteur)

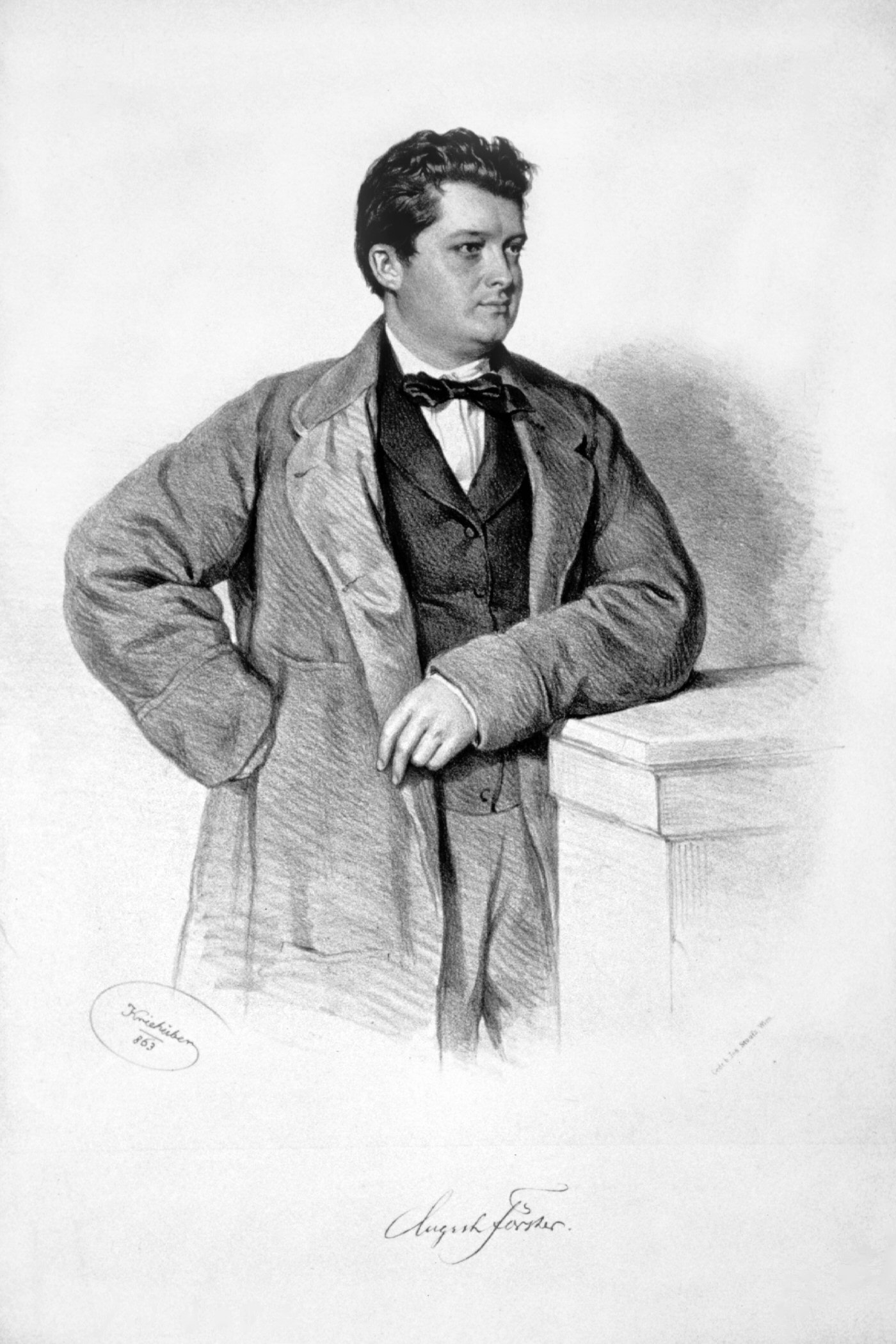
August Förster, lithographie de Josef Kriehuber, 1863

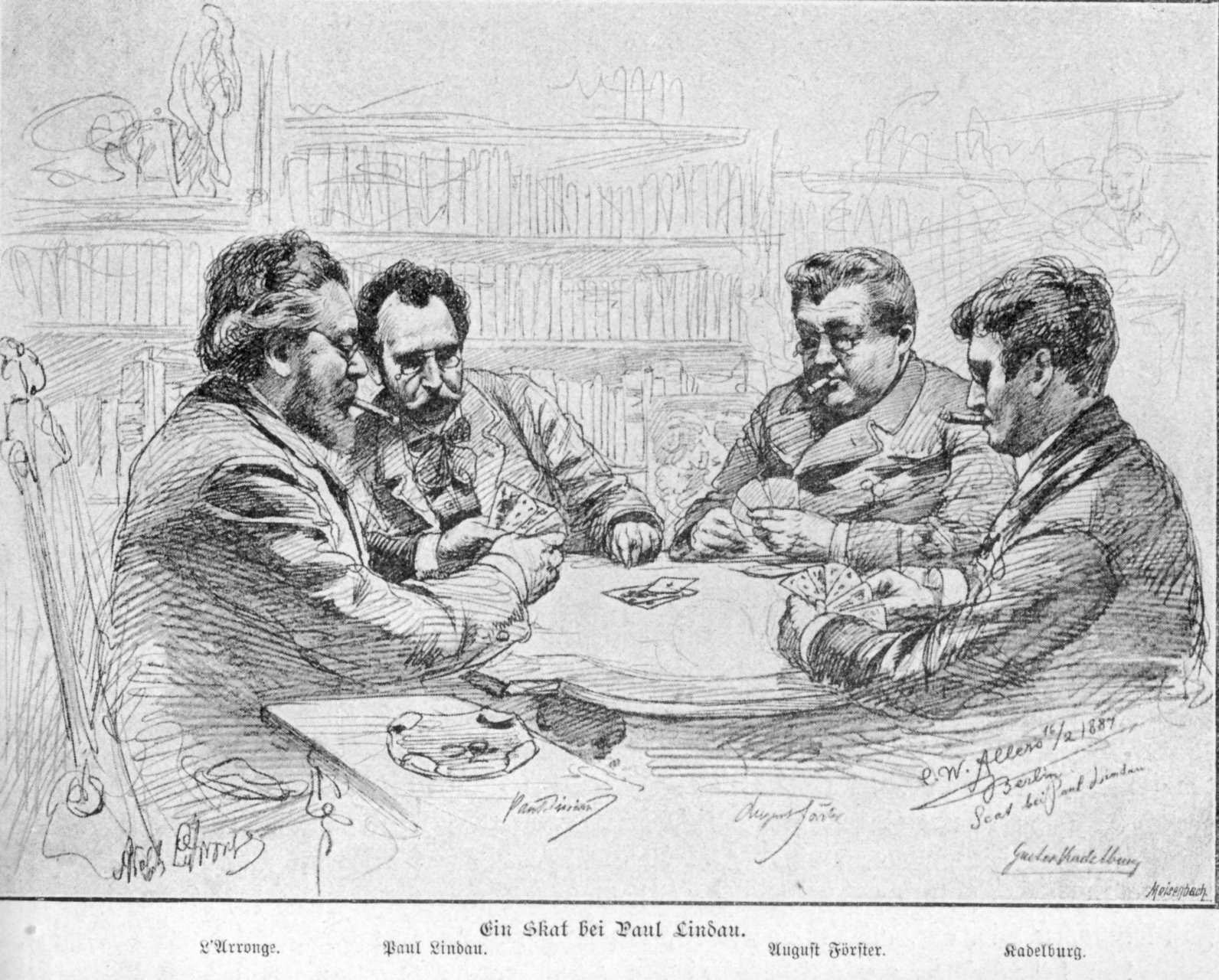
August Förster (deuxième à droite) jouant au skat avec (Théâtre allemand de Berlin), Paul Lindau (Hoftheater Meiningen) et Gustav Kadelburg (auteur), 1887. Dessin de CW Allers

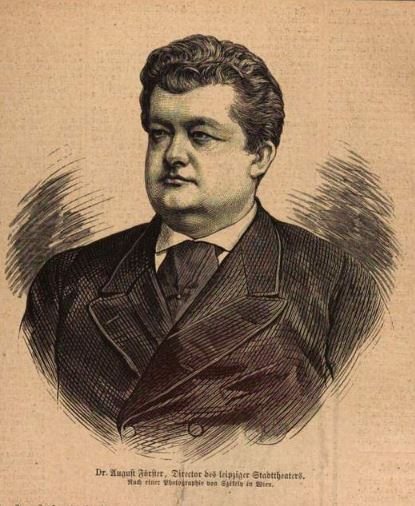
Auguste Forster

Août Forster (né le 3 juin 1828 à Lauchstädt, province de Saxe et mort le 22 décembre 1889 à Semmering) est acteur et metteur en scène prussien.

## Biographie
Förster étudie au lycée de la cathédrale de Mersebourg en 1838, à l'école de l'abbaye de Donndorf et, à partir de 1841, le pensionnat de l'école régionale de Pforta, où il reçoit l'enseignement de Karl August Koberstein. Koberstein en fait son famulus. Förster étudie la théologie à Halle (de), mais s'est ensuite rapidement tourné vers des études philosophiques et historiques. Au cours de ses études, il devient membre de la fraternité Fürstenthal Halle en 1848. Il rejoint la troupe d'acteurs de Bredow, avec laquelle il apparaît pour la première fois en 1851 à Naumbourg. Toujours en 1851, il obtient son doctorat à Halle avec un traité sur l'influence de la dramaturgie de Lessing sur l'introduction de Shakespeare en Saint-Empire. Puis de 1853 à 1855 il travaille avec Franz Wallner (de) au Théâtre de la ville de Posen, puis temporairement avec Adolph L'Arronge (de) à Dantzig. En 1858, Heinrich Laube le nomme au Burgtheater de Vienne, où il reste jusqu'en 1876, à partir de 1866 comme directeur adjoint et à partir de 1870 comme directeur.
De 1876 à 1882, il prend la direction du Théâtre municipal de Leipzig. Il y doit faire face à de grandes difficultés car l'"Association des amis du théâtre" locale le combat avec acharnement, lui et son directeur d'opéra Angelo Neumann (de) pendant des années, ce qui culmine le 24 février 1879 dans un tumulte dont August Förster, qui jouait Nathan ce soir-là, sort toutefois indemne en faisant jouer la pièce jusqu'au bout. Avec Siegwart Friedmann (de), Ludwig Barnay (de) et Friedrich Haase, il fonde le Deutsches Theater de Berlin, qui est inauguré le 29 septembre 1883. Il y travaille surtout comme metteur en scène et dramaturge. Succédant à Adolf von Wilbrandt, il est nommé directeur du Burgtheater de Vienne le 25 octobre 1888. Compte tenu de sa disparition prochaine, il ne peut pas y déployer pleinement ses effets. On a conseillé à Förster de séjourner à Semmering en raison de son état cardiaque. Une promenade après un repas copieux, au cours de laquelle Förster se fraye un chemin dans la neige, entraîne une défaillance cardiaque 
Förster traduit de nombreuses pièces françaises en allemand. Les rôles principaux incluent Galotti dans le drame Emilia Galotti de Lessing et le vieux Miller dans Cabale et Amour de Friedrich Schiller. Sa tombe se trouve au cimetière évangélique de Matzleinsdorf (groupe 21, no 154) à Vienne.

## Famille
Ses deux fils, Hans Förster (de) et Heinrich Förster, deviennent également acteurs. Emmy Mauthner, mariée au premier, est également actrice et donc sa belle-fille.

## Œuvres (sélection)
- Feuer in der Mädchenschule. Lustspiel in einem Akt nach dem Französischen. Michaelson, Berlin 1860. (Digitalisat)
- So muß man's machen. Lustspiel in einem Akt nach dem Französischen. Michaelson, Berlin 1861.
- Noth aus Ueberfluß. Lustspiel in einem Akt frei nach dem Französischen. Michaelson, Berlin 1861.
- Der Freund der Frauen. Lustspiel in einem Akt nach dem Französischen. Michaelson, Berlin 1861.
- Aus der komischen Oper. Lustspiel in einem Akt nach dem Französischen. Michaelson, Berlin 1861.
- Ein armer Graf. Lustspiel in 2 Akten nach dem Französischen. Michaelson, Berlin 1861.
- Schlechtes Wetter. Lustspiel in einem Akt nach dem Französischen. Michaelson, Berlin 1862.
- Zwei junge Wittwen. Lustspiel in einem Akt nach dem Französischen. Michaelson, Berlin 1862.
- Ein schwarzer Menschenbruder. Burleske in einem Akt frei nach dem Französischen. Michaelson, Berlin 1862.
- Der letzte Ballgast. Lustspiel in einem Aufzuge nach dem Französischen. Michaelson, Berlin 1862.
- Allein ausgehen. Lustspiel in drei Akten frei nach dem Französischen. Kolbe, Berlin 1863. (Digitalisat)
- Jean Baudry. Schauspiel in 4 Akten. Hayn, Berlin 1864.
- Nur nicht spaßen. Lustspiel in einem Akt frei nach dem Französischen. Michaelson, Berlin 1865.
- Die Neugierigen. Lustspiel in einem Akt nach dem Französischen. Hayn, Berlin 1865.
- Er hat einen Fehler. Lustspiel in einem Akt nach dem Französischen. Hayn, Berlin 1865.
- Nicht fluchen. Dramatische Kleinigkeit in einem Akt nach dem Französischen. Michaelson, Berlin 1866. (Digitalisat)
- Schwager Spürnas. Schwank in einem Akt nach dem Französischen. Michaelson, Berlin 1866.